# Electronic Sports League
 (janvier 2025).
Pour les articles homonymes, voir ESL.
ESL (anciennement Electronic Sports League, Ligue de sport électronique en français) est une société allemande organisatrice de tournois de sport électronique (aussi appelé esport). Fondée en 2000, elle est le successeur de Deutsche Clanliga (DeCL), Ligue de Clan Allemande. Elle est la ligue la plus âgée de ce type avec environ 12 500 000 utilisateurs annoncés et plus de 24 000 000 matches joués répartis dans 145 000 tournois différents.
En 2022, ESL est racheté pour 1 milliard de dollars par Savvy Gaming Group (SGG), une société holding détenue par le Fonds d'investissement public d'Arabie saoudite, et fusionne avec Faceit.

## Logos

2000 à 2009
2009 à 2014
2014 à 2019
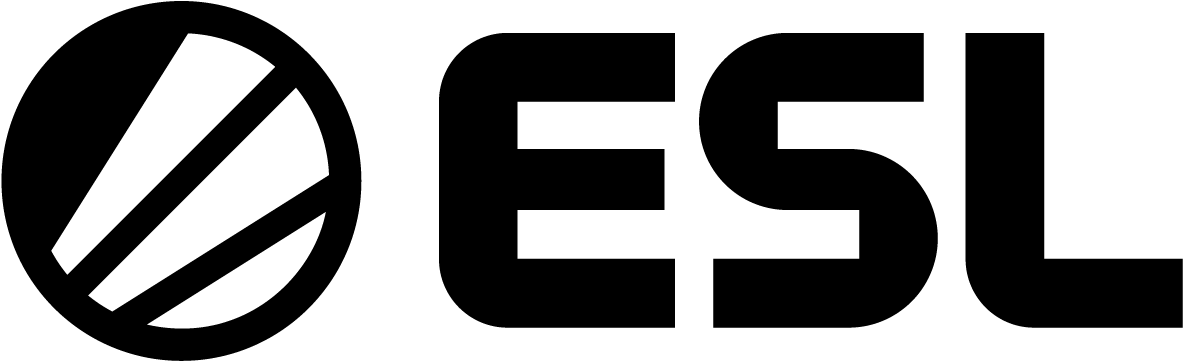
Depuis 2019

## Fonctionnement

### Licences
Les différentes sections d'ESL, correspondantes à un ou plusieurs pays, sont gérés par des sociétés possédant une licence, c'est-à-dire un droit d'exploitation, accordée par la maison mère, ESL Gaming GmbH (anciennement Turtle Entertainment GmbH ), située en Allemagne. En France, depuis 2009, il existe des bureaux ESL Gaming France. La communauté française est la quatrième nation au niveau mondial derrière les États-Unis, l'Allemagne et la Pologne.
ESL s'est implanté dans de nombreux pays, et particulièrement en Europe où trente pays ont un portail ESL national. Les pays dont la démographie est moins importante ont été regroupés en portails régionaux, afin de faciliter les rencontres entre joueurs et les compétitions. Ainsi, il existe un site ESL Alpen (Autriche et Suisse), ESL Nordic (Finlande, Norvège, Suède, Danemark), ESL Balkans (Bulgarie, Croatie, Roumanie, Grèce) ou encore ESL Benelux (Belgique, Pays-Bas, Luxembourg).
Des structures ont également été développées aux États-Unis, en Amérique Latine, en Océanie et en Asie.

### Organisation
En dehors des gérants de la société propriétaire de la licence, les compétitions sont organisées par des administrateurs bénévoles, dont les droits sont bien définis.

## Compétitions actuelles

### Compétitions internationales

#### Intel Extreme Masters
Les Intel Extreme Masters, appelés aussi IEM, sont la plus grande compétition internationale. Elle se décompose en plusieurs étapes à travers le monde comme Cologne, Shanghaï, New York, Rio de Janeiro ou encore Katowice. À l'issue de ces étapes, un classement est établi. Les vainqueurs de chaque étape et les 10 meilleurs du classement sont qualifiés pour la Grande finale. Les jeux actuellement utilisés sont  Counter-Strike Global Offensive (CSGO),  Starcraft 2 (SC2).
ESL One
ESL One est une compétition uniquement offline dans un lieu mythique (souvent un stade ou une salle de spectacle de grande envergure). Il y a une phase de qualification online en amont rejoignant 8 équipes invitées grâce à leur statut de Légendes. Actuellement, Counter-Strike Global Offensive (CSGO) et Dota 2 sont les deux disciplines des ESL One.
ESL Pro League
L'ESL Pro League est une compétition sous forme de phase de groupes regroupant les meilleures équipes. Elles se qualifient pour des finales offline avec de grands Cash-Prize. Actuellement, Counter-Strike Global Offensive (CSGO) et Rainbow6:Siege sont les deux jeux ayant une ligue de ce type.

### Compétitions françaises

#### ESL Championnat National
Le Championnat National ESL (anciennement ESL Pro Series) demeurent la compétition principale organisée par la section française dESL. Elle rassemble les 8 meilleurs joueurs/équipes des jeux les plus populaires (Counter-Strike, Warcraft 3, Dota 2, Brawl Stars, Hearthstone). Les finales sont jouées en LAN, avec des sommes d'argent importantes à gagner chaque saison.
Ce championnat s'est terminé en 2022 à la suite de la décision d'ESL FACEIT Group

#### Autres compétitions
De nombreuses autres compétitions sont organisées tout au long de l'année, sur un nombre important de jeux vidéo. On peut les séparer en deux catégories, les ladders et les ligues. 
- Les ladders sont des championnats permanents, qui consiste en un classement des joueurs en fonction de leurs résultats. Chaque joueur peut librement en défier un autre. Le classement suit ensuite un système de Classement Elo.
- Les ligues sont l'équivalent des "coupes" en sports traditionnels. Un certain nombre de joueurs ou d'équipes sont inscrits dans des tournois à simple ou double élimination, et ont un temps donné pour jouer leurs matchs. Ils peuvent également être soumis à une phase d'éliminatoires, sous forme de poules par exemple. Un exemple de ligue organisée par l'ESL est la WC3F, championnat de France de Warcraft 3 par équipe, qui rassemble saison après saison les 8 meilleures équipes françaises. Après une phase de poule, le top 4 des équipes se retrouve en LAN pour s'affronter lors de playoffs (finales), en vue de décrocher le titre de championne de France de Warcraft 3.

Enfin, un nouveau système a fait son apparition au sein de l'ESL en 2007 : les gathers. Il ne s'agit pas à proprement parler de compétition, mais de permettre aux joueurs de trouver des coéquipiers et des adversaires pour jouer un match, juste pour le plaisir.